# 常陸海光房
常陸海 光房（ひたちうみ みつふさ、1916年1月19日 - 没年不明）は、茨城県筑波郡谷和原村（現つくばみらい市）出身で時津風部屋（入門時は荒汐部屋）に所属した大相撲力士。本名は飯塚 光房。最高位は東前頭12枚目。身長171cm、体重90kg。

## 経歴
茨城県筑波郡谷和原村（現つくばみらい市）出身。荒汐部屋に入門し、1936年5月場所に初土俵を踏む。順調に昇進し、1941年5月に新十両、1943年1月には西十両2枚目で10勝5敗と入幕確実の星を挙げる。その場所限りで荒汐部屋は閉鎖され、力士たちは双葉山道場に引き取られることになった。そのため、新入幕の1943年5月場所から廃業まで双葉山道場→時津風部屋の所属となった。因みに常陸海は預かり弟子を含めれば双葉山相撲道場初の入幕力士であった。
小兵であったが腕力が強く、左を差しての投げを得意とした。入幕後応召され、海軍でも相撲を取っていた。戦後復員して一度十両に落ち、1946年11月場所には額を怪我して3日間休場したが、鉢巻き姿で場所を再出場、勝ち越して再入幕を果たした。その後1947年11月場所限りで廃業した。

## 成績
- 通算成績：97勝86敗1預2休 勝率.530
- 幕内成績：16勝30敗 勝率.348
- 現役在位：20場所
- 幕内在位：5場所

### 場所別成績
| 1936年 （昭和11年） | x                   | （前相撲）         | x                       |
| 1937年 （昭和12年） | 東序ノ口15枚目 3–3  | 西序二段34枚目 6–1 | x                       |
| 1938年 （昭和13年） | 東三段目25枚目 4–3  | 西三段目13枚目 4–3 | x                       |
| 1939年 （昭和14年） | 西幕下36枚目 5–2    | 東幕下12枚目 3–5   | x                       |
| 1940年 （昭和15年） | 東幕下18枚目 6–2    | 東幕下2枚目 4–4    | x                       |
| 1941年 （昭和16年） | 東幕下2枚目 6–3     | 東十両11枚目 8–7   | x                       |
| 1942年 （昭和17年） | 西十両7枚目 7–8     | 東十両8枚目 9–6    | x                       |
| 1943年 （昭和18年） | 西十両2枚目 10–5    | 東前頭12枚目 4–11  | x                       |
| 1944年 （昭和19年） | 西前頭18枚目 – 兵役 | x                  | x                       |
| 1945年 （昭和20年） | x                   | x                  | 西前頭 4–6              |
| 1946年 （昭和21年） | x                   | x                  | 東十両3枚目 6–4–2 1痛分 |
| 1947年 （昭和22年） | x                   | 東前頭15枚目 4–6   | 東前頭17枚目 引退 4–7–0 |
| 各欄の数字は、「勝ち-負け-休場」を示す。 優勝 引退 休場 十両 幕下 三賞：敢=敢闘賞、殊=殊勲賞、技=技能賞 その他：★=金星 番付階級：幕内 - 十両 - 幕下 - 三段目 - 序二段 - 序ノ口 幕内序列：横綱 - 大関 - 関脇 - 小結 - 前頭（「#数字」は各位内の序列） |                     |                    |                         |

### 幕内対戦成績
| 明瀬川       | 0 | 1 | 綾昇           | 0 | 1 | 因州山 | 1 | 0 | 大熊   | 0 | 1 |  |  |  |
| 大起(穂波山) | 0 | 1 | 大ノ森         | 0 | 1 | 笠置山 | 0 | 1 | 鹿嶋洋 | 0 | 1 |  |  |  |
| 九州山       | 1 | 0 | 清美川         | 0 | 1 | 九ヶ錦 | 2 | 1 | 九州錦 | 0 | 1 |  |  |  |
| 相模川       | 0 | 1 | 櫻錦           | 0 | 1 | 汐ノ海 | 0 | 1 | 清水川 | 0 | 1 |  |  |  |
| 鯱ノ里       | 1 | 1 | 信州山         | 1 | 0 | 神東山 | 2 | 0 | 駿河海 | 0 | 1 |  |  |  |
| 出羽湊       | 0 | 1 | 栃錦           | 1 | 0 | 備州山 | 0 | 1 | 広瀬川 | 0 | 2 |  |  |  |
| 藤田山       | 1 | 0 | 前ノ山(醍醐山) | 0 | 1 | 増位山 | 1 | 0 | 松ノ里 | 0 | 1 |  |  |  |
| 陸奥ノ里     | 1 | 1 | 八方山         | 1 | 1 | 龍王山 | 1 | 0 | 若瀬川 | 0 | 3 |  |  |  |